# 纤茎秦艽
纤茎秦艽（学名：Gentiana tenuicaulis）是龙胆科龙胆属的植物，是中国的特有植物。分布在中国大陆的河北等地，生长于海拔740米至1,730米的地区，一般生于石灰岩上，目前尚未由人工引种栽培。

## 别名
纤茎龙胆（内蒙古大学学报）